# Capitan Nazi
Capitan Nazi (Captain Nazi), il cui suo vero nome è Albrecht Krieger, è un personaggio dei fumetti inizialmente pubblicato dalla Fawcett Comics e quindi dalla DC Comics, un supercriminale nemico di Capitan Marvel e Capitan Marvel Jr. Fu creato da William Woolfolk e Mac Raboy.

## Storia editoriale

### Fawcett Comics
Il super forte Capitan Nazi fu geneticamente modificato dal suo padre scienziato e sviluppato nel "modello perfetto" al fine di combattere per Adolf Hitler e per l'Asse di Potere durante la seconda guerra mondiale. Nazi apparve per la prima volta in Master Comics n. 21 (Dicembre 1941), in opposizione sia a Capitan Marvel che a Bulletman. Durante la seconda metà della battaglia con Marvel, in Whiz Comics n. 25 (pubblicato nello stesso mese), Nazi attaccò due astanti innocenti mentre pescavano vicino alla scena della battaglia. Uno di loro, un vecchio chiamato Jacob Freeman, fu ucciso, ma il nipote di quest'ultimo, Freddy Freeman fu salvato da Capitan Marvel e divenne Capitan Marvel Jr..
Junior, zoppo nell'identità di Freddy Freeman a causa dell'attacco, continuò a sostenere una battaglia contro Nazi e i due si confrontarono in diverse battaglie. Nazi servì anche come membro della Società dei Mostri del Male durante gli anni della Guerra, prima di apparire per l'ultima volta in Capitan Marvel Jr. numero 14 nel 1944.

### DC Comics
Capitan Nazi apparve solo sporadicamente nel revival della Famiglia Marvel sotto il titolo Shazam! della DC Comics negli anni settanta e ottanta, salvati per le ristampe delle storie originali della Fawcett. La prima comparsa di Nazi nei nuovi fumetti DC fu in Shazam! numero 34 (marzo-aprile 1978).
Nazi fu introdotto nel nuovo Universo DC nella serie Il potere di Shazam! di Jeff Ordway del 1995. Nella serie moderna, Nazi è stato attivo negli anni quaranta, combattendo eroi della seconda guerra mondiale quali Bulletman, Minute-Man e Spy Smasher, ma si mise in animazione sospesa così che potesse riemergere nella società moderna e far rivivere il Terzo Reich. Il fratello di Nazi, lo scienziato Wolf Krieger, e sua nipote, la cattiva super potente chiamata Madame Libertine che possedeva il potere di controllare la mente, portò avanti l'eredità di Capitan Nazi negli anni novanta e resuscitò il loro eroe dalla sua camera di animazione sospesa ne Il potere di Shazam! numero 5.
Nei numeri da 6 a 8 della serie The Power of Shazam! riprende la storia dell'assassinio del nonno di Freddy Freeman da parte di Capitan Nazi, il suo aver reso Freddy uno zoppo, la resurrezione di Freddy come Capitan Marvel Jr. e il suo tentativo di vendetta su Nazi. Dopo che la Famiglia Marvel catturò e batté Nazi, egli venne mandato in Europa per essere processato per i crimini di guerra commessi durante il secondo conflitto mondiale.
Capitan Nazi infine si alleò con la nuova Società Segreta dei Super Cattivi di Lex Luthor come visto nella miniserie Villains United, dove lavorò con loro per torturare i Segreti Sei. Nazi fu accecato durante la fuga dei Segreti Sei, quando Catman gli conficcò due siringhe negli occhi.
Capitan Nazi vide quasi la sua fine in Batman n. 647 quando combatté contro Batman e Cappuccio Rosso. Il Capitano e altri due membri della Società furono dati al cattivo Black Mask per aiutarlo nei suoi tentativi di assassinare Cappuccio Rosso. Durante il combattimento, Cappuccio Rosso uccise apparentemente Capitan Nazi conficcando un'arma simile a una pistola elettrica nel suo occhio cibernetico. Tuttavia, in Villain United Special numero 1, si scoprì che Nazi era sopravvissuto.
Su richiesta della Società, Nazi apparve in Khandaq per rilasciare tutti i criminali in prigione e per combattere il sovrano di Khandaq ed ex membro della Società Segreta, Black Adam. Durante la battaglia, Black Adam si confrontò con Nazi sul come quest'ultimo fosse sopravvissuto alla morte, al cui Capitan Nazi rispose che quelle che si credevano le sue origini erano sbagliate e che lui addirittura non fosse umano; che egli era l'avatar di vita del nazionalsocialismo a cui fu data forma fisica e che fintanto che ci sono nazisti in esistenza, egli sarebbe esistito. Nonostante queste rivelazioni, Black Adam batté Nazi facilmente.
Nazi è apparso come leader di una squadra a tema nazista in Justice Society of America chiamato "il Quarto Reich" dopo il salto di "Un Anno Dopo", ed è un avversario di Wonder Woman in The Circle, indossando un generico costume nero.

## Apparizioni su altri media
Capitan Nazi ha un piccolo cameo in un episodio della serie televisiva a cartoni animati Justice League Unlimited (2001). Durante la sequenza di un flashback, Capitan Nazi evita di far prendere il siero del super soldato all'eroe di Fawcett City, Spy Smasher. Si rivela più tardi che il siero fu creato per il "Progetto Capitan Nazi". Il Generale Wade Eiling irruppe nei Laboratori Cadmus e si iniettò il siero, quindi partì alla carica contro la Justice League.
L'idea del siero del super-soldato della seconda guerra mondiale è molto simile a quella che fornì a Capitan America della Marvel Comics i suoi poteri.